# Solenopsis celata
Solenopsis celata es una especie de hormiga del género Solenopsis, subfamilia Myrmicinae.

## Distribución
Esta especie se encuentra en Kazajistán y Turkmenistán.